# Pictorialismo

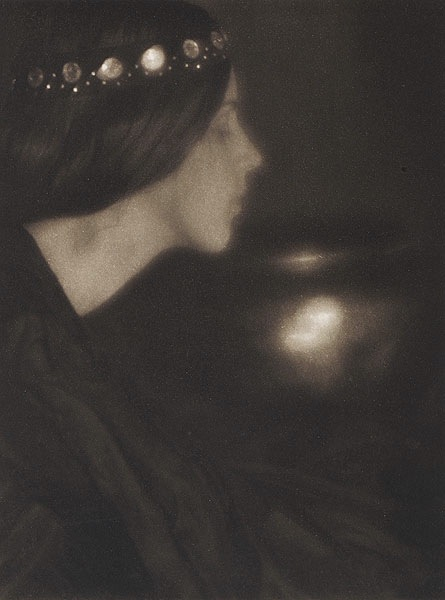
George Seeley - The Black Bowl - publicado em Camera Work No 20 (1907)

O Pictorialismo foi um movimento artístico na fotografia, ativo entre o final do século XIX e o início do século XX, que defendia a fotografia como forma de arte, valorizando o trabalho criativo do fotógrafo e aproximando a fotografia das artes visuais tradicionais, como a pintura e a gravura. Surgindo em uma época em que a fotografia era vista principalmente como uma ferramenta documental e científica, o pictorialismo foi uma resposta à crítica de que a fotografia não poderia alcançar o status de arte por sua suposta natureza mecânica. Ao explorar técnicas experimentais, o movimento foi um marco na elevação da fotografia à categoria de arte expressiva.
Em contraste com o registro documental e a objetividade que até então caracterizavam a fotografia, o Pictorialismo valorizava a manipulação das imagens e técnicas que conferissem à fotografia um caráter mais próximo da pintura e do desenho. Esse movimento insere-se num contexto em que artistas e fotógrafos buscavam legitimar a prática fotográfica como um meio de expressão artística e não apenas um instrumento de reprodução objetiva da realidade.

## Origens e Contexto Histórico
O pictorialismo emergiu em um contexto de transformações tecnológicas e sociais. No final do século XIX, o avanço das técnicas de impressão e o desenvolvimento de câmeras portáteis popularizaram a fotografia, democratizando o acesso a essa tecnologia e permitindo que a fotografia se tornasse um meio de expressão pessoal. Paralelamente, os artistas começaram a explorar o potencial estético da fotografia, vendo-a como um meio capaz de expressar emoções e ideias, semelhante à pintura ou à escultura. Este período também foi marcado pela ascensão de movimentos artísticos como o Simbolismo, o Impressionismo e a Art Nouveau, que influenciaram a estética dos fotógrafos pictorialistas.
O surgimento do pictorialismo foi diretamente influenciado pelo debate sobre a legitimidade da fotografia como forma de arte, em contraste com sua crescente aplicação como meio científico e documental. Desde sua invenção em 1839, a fotografia rapidamente se tornou uma ferramenta técnica, utilizada para documentar, catalogar e capturar detalhes com precisão mecânica. Embora a capacidade de replicar imagens do mundo com fidelidade fosse revolucionária, o status artístico da fotografia era questionado pela crítica, que a considerava um produto puramente mecânico e desprovido da intervenção criativa necessária à arte. Foi nesse contexto que o pictorialismo emergiu como uma resposta direta, valorizando a intervenção pessoal do fotógrafo, o que permitia à fotografia transcender sua função documental.
O pictorialismo como movimento prosperou de 1885 a 1915, embora ainda fosse promovido por alguns até a década de 1940 e gradualmente declinou em popularidade após 1920, embora não tenha perdido a popularidade até o fim da Segunda Guerra Mundial. Durante esse período, o novo estilo de modernismo fotográfico entrou em voga, e o interesse do público mudou para imagens mais nitidamente focadas, como as vistas no trabalho de Ansel Adams. Vários fotógrafos importantes do século XX começaram suas carreiras em um estilo pictorialista, mas fizeram a transição para a fotografia nitidamente focada na década de 1930.

## Visão Geral
A fotografia como um processo técnico envolvendo o desenvolvimento de filmes e impressões em uma câmara escura se originou no início do século XIX, com os precursores das impressões fotográficas tradicionais ganhando destaque por volta de 1838 a 1840. Pouco depois que o novo meio foi estabelecido, fotógrafos, pintores e outros começaram a discutir sobre a relação entre os aspectos científicos e artísticos do meio. Já em 1853, o pintor inglês William John Newton propôs que a câmera poderia produzir resultados artísticos se o fotógrafo mantivesse uma imagem ligeiramente fora de foco. Outros acreditavam veementemente que uma fotografia era equivalente ao registro visual de um experimento químico. A historiadora da fotografia Naomi Rosenblum aponta que "o caráter dual do meio — sua capacidade de produzir arte e documento — [foi] demonstrado logo após sua descoberta ... No entanto, boa parte do século XIX foi gasta debatendo qual dessas direções era a verdadeira função do meio."
Esses debates atingiram seu pico durante o final do século XIX e início do século XX, culminando na criação de um movimento que geralmente é caracterizado como um estilo particular de fotografia: o pictorialismo. Esse estilo é definido primeiro por uma expressão distintamente pessoal que enfatiza a capacidade da fotografia de criar beleza visual em vez de simplesmente registrar fatos. No entanto, recentemente os historiadores reconheceram que o pictorialismo é mais do que apenas um estilo visual. Ele evoluiu em contexto direto com as atitudes sociais e culturais em mudança da época e, como tal, não deve ser caracterizado simplesmente como uma tendência visual. Um escritor observou que o pictorialismo era "simultaneamente um movimento, uma filosofia, uma estética e um estilo."
Ao contrário do que algumas histórias da fotografia retratam, o pictorialismo não surgiu como resultado de uma evolução linear de sensibilidades artísticas; em vez disso, foi formado por meio de "uma intrincada, divergente e muitas vezes apaixonadamente conflitante barragem de estratégias". Enquanto fotógrafos e outros debatiam se a fotografia poderia ser arte, o advento da fotografia afetou diretamente os papéis e meios de subsistência de muitos artistas tradicionais. Antes do desenvolvimento da fotografia, um retrato em miniatura pintado era o meio mais comum de registrar a semelhança de uma pessoa. Milhares de pintores estavam envolvidos nessa forma de arte. Mas a fotografia rapidamente negou a necessidade e o interesse em retratos em miniatura. Um exemplo desse efeito foi visto na exposição anual da Royal Academy em Londres; em 1830, mais de 300 pinturas em miniatura foram exibidas, mas em 1870 apenas 33 estavam em exibição. A fotografia havia assumido o lugar de um tipo de forma de arte, mas a questão de se a fotografia em si poderia ser artística não havia sido resolvida.
Alguns pintores logo adotaram a fotografia como uma ferramenta para ajudá-los a registrar a pose de uma modelo, uma cena de paisagem ou outros elementos para incluir em sua arte. Sabe-se que muitos dos grandes pintores do século XIX, incluindo Delacroix, Courbet, Manet, Degas, Cézanne e Gauguin, tiraram fotos eles mesmos, usaram fotos de outros e incorporaram imagens de fotos em seus trabalhos. Enquanto debates acalorados sobre a relação entre fotografia e arte continuavam na imprensa e em salas de aula, a distinção entre uma imagem fotográfica e uma pintura tornou-se cada vez mais difícil de discernir. À medida que a fotografia continuou a se desenvolver, as interações entre pintura e fotografia tornaram-se cada vez mais recíprocas. Mais do que alguns fotógrafos pictóricos, incluindo Alvin Langdon Coburn, Edward Steichen, Gertrude Käsebier, Oscar Gustave Rejlander e Sarah Choate Sears, foram originalmente treinados como pintores ou começaram a pintar além de suas habilidades fotográficas.
Foi durante esse mesmo período que culturas e sociedades ao redor do mundo estavam sendo afetadas por um rápido aumento nas viagens e comércio intercontinentais. Livros e revistas publicados em um continente podiam ser exportados e vendidos em outro com facilidade crescente, e o desenvolvimento de serviços de correio confiáveis facilitou trocas individuais de ideias, técnicas e, mais importante para a fotografia, impressões reais. Esses desenvolvimentos levaram o pictorialismo a ser "um movimento mais internacional na fotografia do que quase qualquer outro gênero fotográfico". Clubes de fotografia nos EUA, Inglaterra, França, Alemanha, Áustria, Japão e outros países emprestavam regularmente obras para as exposições uns dos outros, trocavam informações técnicas e publicavam ensaios e comentários críticos nos diários uns dos outros. Liderados pelo The Linked Ring na Inglaterra, o Photo-Secession nos EUA e o Photo-Club de Paris na França, primeiro centenas e depois milhares de fotógrafos perseguiram apaixonadamente interesses comuns neste movimento multidimensional. No espaço de pouco mais de uma década, fotógrafos pictóricos notáveis foram encontrados na Europa Ocidental e Oriental, América do Norte, Ásia e Austrália.

## O impacto das câmeras Kodak
Durante os primeiros quarenta anos após a invenção de um processo prático de captura e reprodução de imagens, a fotografia permaneceu como domínio de um grupo altamente dedicado de indivíduos que tinham conhecimento especializado e habilidades em ciência, mecânica e arte. Para fazer uma fotografia, uma pessoa tinha que aprender muito sobre química, óptica, luz, a mecânica das câmeras e como esses fatores se combinam para renderizar adequadamente uma cena. Não era algo que se aprendia facilmente ou se envolvia levianamente e, como tal, era limitado a um grupo relativamente pequeno de acadêmicos, cientistas e fotógrafos profissionais.

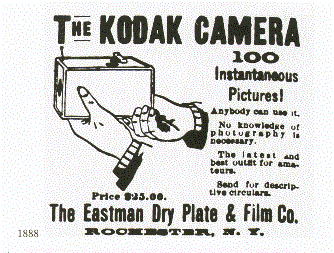
Anúncio da câmera Kodak, 1888 – "Qualquer um pode usar isto. Nenhum conhecimento de fotografia é necessário."

Tudo isso mudou em um período de poucos anos. Em 1888, George Eastman introduziu a primeira câmera amadora portátil, a câmera Kodak. Ela foi comercializada com o slogan "Você aperta o botão, nós fazemos o resto." A câmera era pré-carregada com um rolo de filme que produzia cerca de 100 exposições de fotos redondas de 2,5", e podia ser facilmente transportada e segurada na mão durante sua operação. Depois que todas as fotos no filme eram expostas, a câmera inteira era devolvida à empresa Kodak em Rochester (Nova Iorque), onde o filme era revelado, as cópias eram feitas e um novo filme fotográfico era colocado dentro. Então a câmera e as cópias eram devolvidas ao cliente, que estava pronto para tirar mais fotos.
O impacto dessa mudança foi enorme. De repente, quase qualquer um podia tirar uma fotografia, e em poucos anos a fotografia se tornou uma das maiores modas do mundo. O colecionador de fotografia Michael G. Wilson observou "Milhares de fotógrafos comerciais e cem vezes mais amadores estavam produzindo milhões de fotografias anualmente... O declínio na qualidade do trabalho profissional e o dilúvio de instantâneos (um termo emprestado da caça, que significa tirar uma foto rápida sem perder tempo mirando) resultou em um mundo inundado de fotografias tecnicamente boas, mas esteticamente indiferentes."
Simultaneamente a essa mudança, houve o desenvolvimento de empresas comerciais nacionais e internacionais para atender à nova demanda por câmeras, filmes e impressões. Na Exposição Universal de 1893 em Chicago, que atraiu mais de 27 milhões de pessoas, a fotografia para amadores foi comercializada em uma escala sem precedentes. Havia várias grandes exibições exibindo fotografias de todo o mundo, muitos fabricantes de equipamentos de câmeras e câmaras escuras exibindo e vendendo seus produtos mais recentes, dezenas de estúdios de retratos e até mesmo documentação no local da própria Exposição. De repente, a fotografia e os fotógrafos eram mercadorias domésticas.

## Características Estéticas
As fotografias pictorialistas eram marcadas por efeitos suaves, desfoques, texturas e manipulação dos tons. Essas imagens geralmente evitavam o foco nítido e direto e usavam técnicas como a impressão em papel de platina, processos de impressão manual e o uso de lentes especiais para criar uma aparência etérea. As cenas retratadas frequentemente incluíam temas simbólicos e subjetivos, como paisagens tranquilas, figuras femininas em poses clássicas, cenas bucólicas e referências mitológicas ou poéticas.
Os pictorialistas também experimentavam com processos como a goma bicromatada, o fotogravado e o carvão, que permitiam manipular a textura e a cor das imagens. Esses processos davam à fotografia uma qualidade artesanal, subvertendo a ideia de que a fotografia era puramente mecânica. Com isso, os pictorialistas buscavam criar obras únicas, conferindo a cada imagem uma característica pessoal e intransferível, que aproximava a fotografia da tradição da pintura.